# Gorka Elustondo
Gorka Elustondo Urkola (Beasáin, Guipúzcoa, 18 de marzo de 1987) es un exfutbolista español. Se desempeñaba en la posición de centrocampista, aunque también jugó como defensa central.

## Trayectoria

### Inicios
Completó sus estudios de primaria y secundaria en el colegio Alkartasuna Lizeoa en Beasáin.
Debutó con la Real Sociedad B, el 27 de agosto de 2005, en el partido Real Sociedad B 0 - Valladolid B 0. En la Real Sociedad B jugó 64 partidos y marcó 7 goles entre 2005 y 2007.

### Real Sociedad
Debutó con la Real Sociedad el 20 de diciembre de 2006 en el partido Celta 0- Real Sociedad 0. Jugó cinco partidos más esa temporada en Primera División, en la que el equipo acabó bajando de categoría. En la temporada 2007/08 jugó 14 partidos consecutivos como titular entre el 27 de octubre y el 2 de febrero, marcando dos goles. Solo jugó tres partidos más en el mes de mayo. Tras jugar las cinco primeras jornadas de la temporada 2008/09 una grave lesión de tobillo le hizo desaparecer del equipo hasta las dos últimas jornadas de liga, llegando a marcar gol en la última jornada de liga. La temporada 2009/10 fue su mejor temporada en cuanto a minutos en el club donostiarra, siendo titular en 27 de los 31 partidos disputados, consiguiendo el ascenso a Primera División. En su regreso a Primera División permaneció gran parte de la temporada en el banquillo y disputó 20 partidos, 15 de ellos como titular. A pesar de permanecer inédito hasta el 27 de noviembre, en la temporada 2011/12 jugó 20 partidos , 19 de ellos como titular. El 29 de enero de 2012 logró su primer gol en Primera División en la victoria ante el Sporting (5-1).
En la temporada 2012/13 comenzó como titular en el primer partido de Liga, en el que la Real Sociedad fue derrotada 5:1 frente al FC Barcelona. También jugó en la segunda jornada, donde salió en los últimos minutos del encuentro 2:1 de la Real frente al RC Celta en Anoeta. Sin embargo tras ese partido, una fascitis plantar en el pie izquierdo impidió a Elustondo seguir jugando. El jugador volvió a una convocatoria de cara al partido que la Real jugó el 6 de enero en el Santiago Bernabéu frente al Real Madrid, el penúltimo de la primera vuelta, donde jugó los últimos 20 minutos de partido. La Real perdió ese encuentro 4-3. Tras ese partido sin embargo, el retorno de Elustondo a la titularidad no se produjo en el puesto de medio centro, ocupado por Asier Illarramendi y Rubén Pardo en ese momento de la temporada, sino en el de defensa central. Las ausencias por sanción de Mikel González e Iñigo Martínez en el último partido de la primera vuelta que enfrentaba a la Real Sociedad con el Deportivo de La Coruña en Anoeta y la ausencia de Liassine Cadamuro, concentrado con su selección, obligaron a Montanier a improvisar una defensa con el único central del que disponía (Ansotegi) y un Elustondo reconvertido a este puesto. La Real Sociedad no pasó de un empate a uno contra el entonces colista. Dos jornadas más tarde, ante el RC Celta de Vigo, las bajas esta vez por lesión de Ansotegi y Mikel González, volvieron a ubicar a Elustondo en el puesto de defensa central. En este partido logró de cabeza el tanto del empate a 1, salvando así un punto para los txuri-urdin. En la siguiente jornada, ante el Mallorca en Anoeta (3-0), Elustondo volvió a ser, por segundo partido consecutivo defensa central titular, prefiriendo alinear en esta ocasión Montanier antes a Elustondo que a un Ion Ansotegi ya recuperado. Tras este partido, sin embargo, una sobrecarga muscular impidió jugar a Elustondo. Recuperado de su lesión, regresó al equipo 2 meses más tarde jugando 15 minutos finales en el Rayo Vallecano-R.Sociedad (0-2). En esta ocasión, las bajas de Zurutuza y Pardo le hicieron volver al centro del campo como mediocentro. La siguiente jornada, volvió a la titularidad en el Osasuna-Real Sociedad (0-0), jugando en el puesto de pivote, pero tuvo que retirarse por un esguince de rodilla en el minuto 67 de partido. Esta última lesión hizo que se perdiera lo que restaba de temporada. El día 1 de junio de 2013, la Real Sociedad, con Elustondo, consiguió una histórica clasificación para la Liga de Campeones tras derrotar al RC Deportivo de La Coruña.
En la temporada 2013/14 participó en 30 partidos, 19 veces como titular y 11 como suplente. El equipo, cayó eliminado en semifinales de Copa del Rey. En liga el equipo consiguió clasificarse para la fase previa de la Liga Europa. Comenzó la temporada 2014/15 como central titular junto con Íñigo Martínez, siendo titular en nueve de los diez primeros partidos de la temporada. Tras la destitución de Jagoba Arrasate, el nuevo entrenador, David Moyes, optó por devolver al jugador al centro del campo. Con el técnico escocés participó en ocho partidos como titular y en ocho como suplente. El 23 de mayo de 2015, en la última jornada de liga, marcó un gol en el Estadio de Vallecas (2-4). El jugador dejó el club donostiarra el 30 de junio de 2015, al expirar su contrato.

### Athletic Club
El 1 de julio de 2015 el Athletic Club anunció su fichaje. Elustondo firmó un contrato hasta 2017 con una cláusula de rescisión de 30 millones de euros tras terminar contrato con la Real Sociedad.
El 17 de agosto de 2015 disputó el partido de vuelta de la final de Supercopa de España en la que el Athletic Club se impuso al Barcelona, consiguiendo así su primer título en apenas tres partidos disputados con el conjunto rojiblanco. 
El 27 de agosto anotó su primer gol con el Athletic en la Ronda de play-off de la Europa League en el partido de vuelta frente al Zilina. Ese gol sirvió para ganar 1-0 el partido y dar el pase al conjunto rojiblanco a la fase de grupos. El 13 de febrero de 2016 marcó un gol de cabeza en el Santiago Bernabéu a Keylor Navas que supuso el 4-2 final y su primer gol en Liga con el Athletic. En su primera temporada ocupó las demarcaciones tanto de central como de centrocampista. Su primera asistencia como jugador rojiblanco fue realizada en el partido de vuelta de octavos de final en el Camp Nou, disputado el 11 de enero de 2017, donde jugó como lateral derecho por segunda vez. Su centro fue rematado por Enric Saborit. Después de dos temporadas, el club decidió no renovar su contrato.

### Atlético Nacional
El 14 de julio de 2017 se oficializó su llegada al Atlético Nacional, que dirigía Juanma Lillo, tras acabar su contrato con el Athletic Club. Después de unos meses discretos con el club colombiano, disputando apenas ocho partidos oficiales, el equipo rescindió su contrato.

### Rayo Vallecano
El 17 de enero de 2018 se incorporó al Rayo Vallecano de Segunda División. A final de temporada logró el ascenso a Primera División habiendo disputado catorce partidos.
El 30 de noviembre de 2018, en su quinto partido de la temporada, sufrió la rotura del ligamento cruzado anterior de la rodilla derecha en un partido ante la SD Eibar.

## Selección nacional
Ha sido campeón de Europa sub-19 en 2006. También participó en el Mundial sub-20 2007.

## Clubes
| Club              | País     | Año         |
| ----------------- | -------- | ----------- |
| Real Sociedad B   | España   | 2005 - 2007 |
| Real Sociedad     | España   | 2007 - 2015 |
| Athletic Club     | España   | 2015 - 2017 |
| Atlético Nacional | Colombia | 2017        |
| Rayo Vallecano    | España   | 2018 - 2019 |

## Estadísticas
- Actualizado hasta el retiro en el año 2018/19.

| Club                       | Div.          | Temporada     | Liga  | Liga  | Copas nacionales | Copas nacionales | Torneos internacionales | Torneos internacionales | Total | Total |
| Club                       | Div.          | Temporada     | Part. | Goles | Part.            | Goles            | Part.                   | Goles                   | Part. | Goles |
| -------------------------- | ------------- | ------------- | ----- | ----- | ---------------- | ---------------- | ----------------------- | ----------------------- | ----- | ----- |
| Real Sociedad B España     | 2.a           | 2005/06       | 36    | 2     | -                | -                | -                       | -                       | 37    | 2     |
| Real Sociedad B España     | 2.a           | 2006/07       | 28    | 5     | -                | -                | -                       | -                       | 28    | 5     |
| Real Sociedad España       | 1.a           | 2006/07       | 6     | 0     | -                | -                | -                       | -                       | 6     | 0     |
| Real Sociedad España       | 2.a           | 2007/08       | 19    | 2     | -                | -                | -                       | -                       | 19    | 2     |
| Real Sociedad España       | 2.a           | 2008/09       | 7     | 1     | 1                | 0                | -                       | -                       | 8     | 1     |
| Real Sociedad España       | 2.a           | 2009/10       | 30    | 1     | 1                | 0                | -                       | -                       | 31    | 1     |
| Real Sociedad España       | 1.a           | 2010/11       | 18    | 0     | 2                | 1                | -                       | -                       | 20    | 1     |
| Real Sociedad España       | 1.a           | 2011/12       | 17    | 1     | 3                | 0                | -                       | -                       | 20    | 1     |
| Real Sociedad España       | 1.a           | 2012/13       | 8     | 1     | 0                | 0                | -                       | -                       | 8     | 1     |
| Real Sociedad España       | 1.a           | 2013/14       | 20    | 0     | 6                | 0                | 4                       | 0                       | 30    | 0     |
| Real Sociedad España       | 1.a           | 2014/15       | 19    | 1     | 2                | 0                | 4                       | 0                       | 25    | 1     |
| Real Sociedad España       | Total club    | Total club    | 144   | 7     | 15               | 1                | 8                       | 0                       | 167   | 8     |
| Athletic Club España       | 1.a           | 2015/16       | 11    | 1     | 2                | 0                | 10                      | 2                       | 23    | 3     |
| Athletic Club España       | 1.a           | 2016/17       | 2     | 0     | 3                | 0                | 1                       | 0                       | 6     | 0     |
| Athletic Club España       | Total club    | Total club    | 13    | 1     | 5                | 0                | 11                      | 2                       | 29    | 3     |
| Atlético Nacional Colombia | 1.a           | 2017          | 8     | 0     | 1                | 0                | -                       | -                       | 9     | 0     |
| Atlético Nacional Colombia | Tota club     | Tota club     | 8     | 0     | 1                | 0                | -                       | -                       | 9     | 0     |
| Rayo Vallecano España      | 2.a           | 2017/18       | 14    | 0     | -                | -                | -                       | -                       | 14    | 0     |
| Rayo Vallecano España      | 1.a           | 2018/19       | 5     | 0     | -                | -                | -                       | -                       | 5     | 0     |
| Rayo Vallecano España      | Total club    | Total club    | 19    | 0     | -                | -                | -                       | -                       | 19    | 0     |
| Total carrera              | Total carrera | Total carrera | 184   | 8     | 21               | 1                | 19                      | 2                       | 224   | 10    |

## Palmarés

### Torneos nacionales
| Título                     | País   | Club           | Año  |
| -------------------------- | ------ | -------------- | ---- |
| Segunda División de España | España | Real Sociedad  | 2010 |
| Supercopa de España        | España | Athletic Club  | 2015 |
| Segunda División de España | España | Rayo Vallecano | 2018 |

### Torneos internacionales
| Título          | Club                      | País    | Año  |
| --------------- | ------------------------- | ------- | ---- |
| Eurocopa sub-19 | Selección española sub-19 | Polonia | 2006 |